# Chymomyza rufithorax
Chymomyza rufithorax är en tvåvingeart som först beskrevs av Meijere 1911.  Chymomyza rufithorax ingår i släktet Chymomyza och familjen daggflugor. Inga underarter finns listade i Catalogue of Life.